# Longniddry
Longniddry är en ort i Storbritannien.   Den ligger i kommunen East Lothian och riksdelen Skottland, i den centrala delen av landet, 500 km norr om huvudstaden London. Longniddry ligger 22 meter över havet och antalet invånare är 2 482.
Terrängen runt Longniddry är platt. Havet är nära Longniddry åt nordväst. Runt Longniddry är det ganska tätbefolkat, med 56 invånare per kvadratkilometer. Närmaste större samhälle är Edinburgh, 18,8 km väster om Longniddry. Trakten runt Longniddry består till största delen av jordbruksmark.